# Flora

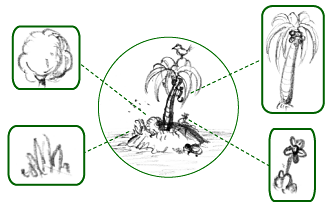
Esquema simplificado da flora de uma ilha – todas as suas espécies vegetais, destacadas em caixas

Flora (floras ou florae), em botânica e ecologia, é o conjunto de táxons de plantas características de uma região ou período, e objeto de estudo da florística. É possível elaborar uma flora de gêneros, famílias ou, mais normalmente, espécies botânicas de um determinado local ou região (por exemplo: Flora Brasiliensis e Flora Europaea).
De forma mais ampla, flora abrange toda a vida vegetal presente em uma região ou período, especialmente as plantas nativas que ocorrem naturalmente. O termo correspondente para animais é fauna, e para fungos, funga. Além disso, em alguns contextos, bactérias e fungos também podem ser chamados de flora, como nos casos de "flora intestinal" ou "flora cutânea".

## Etimologia

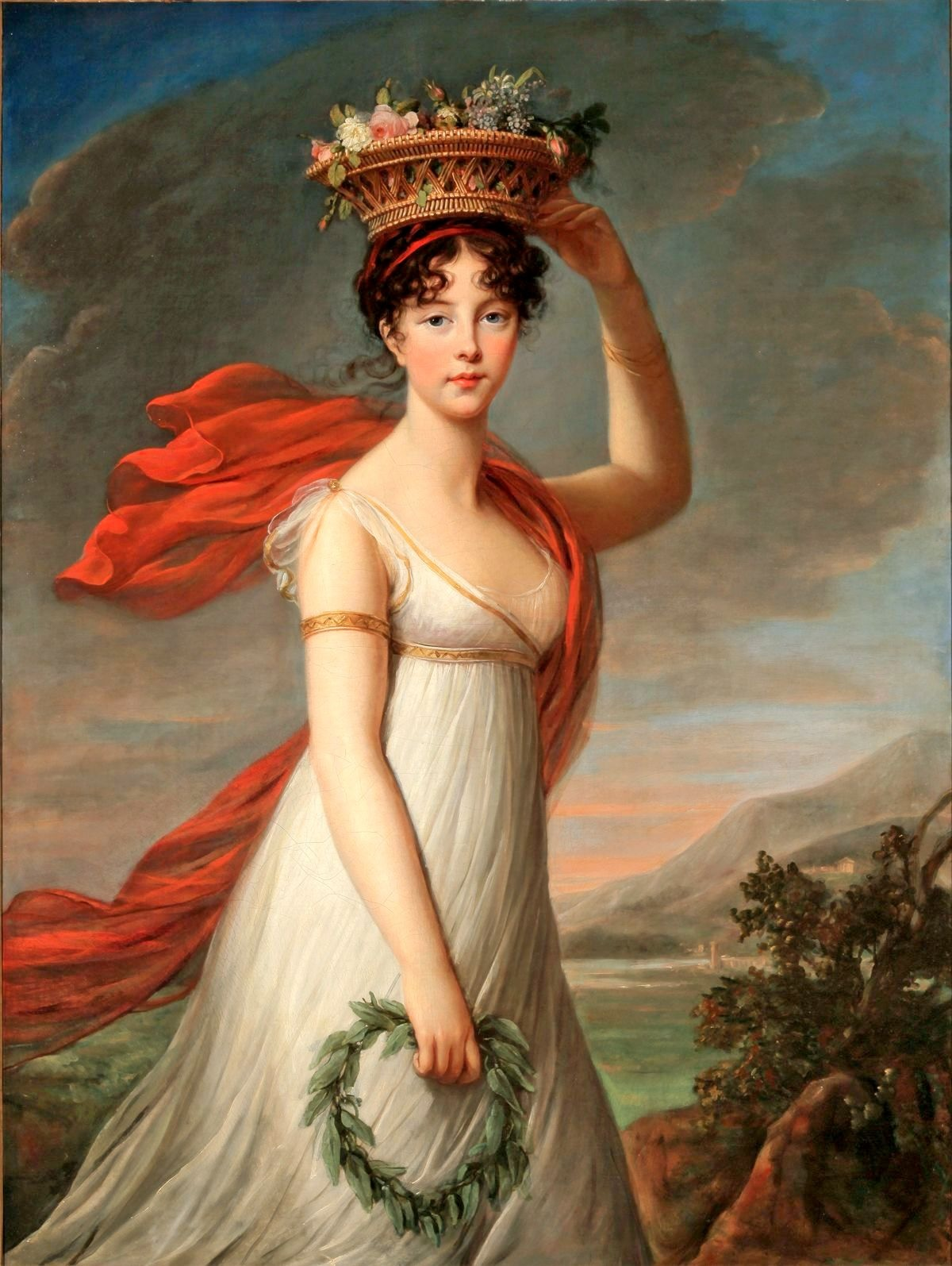
Julie Le Brun como Flora, 1799 por Élisabeth Vigée Le Brun. Museu de Belas Artes (São Petersburgo, Flórida).

A palavra "flora" vem do nome latino de Flora, a deusa romana da primavera, das plantas, flores e fertilidade. O termo técnico "flora" é derivado de uma metonímia dessa deusa no final do século XVI. Ele foi usado pela primeira vez na poesia para se referir à vegetação natural de uma área, mas logo se tornou sinônimo de obras que catalogam essa vegetação. Além disso, "Flora" foi usada para se referir às flores de um jardim artificial no século XVII.
A distinção entre vegetação (a aparência geral de uma população vegetal) e flora (a composição taxonômica de uma população) foi feita pela primeira vez por Jules Thurmann (1849). Antes disso, os dois termos eram usados de forma intercambiável.

## Classificações
As plantas são agrupadas em floras com base na região (regiões florísticas), período, ambiente especial ou clima. As regiões podem ser habitats distintos, como montanhas versus planícies. Floras podem significar a vida vegetal de uma era histórica, como em "flora fóssil". Por fim, as floras podem ser subdivididas por ambientes especiais:
- Flora nativa. As plantas nativas de uma área (espécies de plantas que se desenvolvem naturalmente em um determinado ecossistema ou área).
- Flora agrícola e hortícola (flora de jardim). As plantas cultivadas deliberadamente por seres humanos.
- Flora de ervas daninhas. Tradicionalmente, esta classificação era aplicada a plantas consideradas indesejáveis e estudadas em esforços para controlá-las ou erradicá-las. Hoje, o termo é menos utilizado como uma classificação da vida vegetal, pois inclui três tipos diferentes de plantas: espécies daninhas, espécies invasoras (que podem ou não ser daninhas) e espécies nativas e espécies introduzidas não daninhas que são indesejáveis para a agricultura. Muitas plantas nativas anteriormente consideradas ervas daninhas mostraram-se benéficas ou até necessárias para vários ecossistemas.

## Documentação

Os continentes botânicos do World Geographical Scheme for Recording Plant Distributions, usado para classificar floras geograficamente.

A flora de uma região ou período pode ser registrada em publicações chamadas "floras" (às vezes capitalizadas como "Floras" para evitar confusões entre o livro e o conceito). Essas obras podem exigir conhecimento botânico especializado para serem utilizadas corretamente. Tradicionalmente, são publicadas em formato de livro, mas atualmente também podem ser encontradas em CD-ROMs ou websites.
Um dos primeiros exemplos de tais obras é a Flora Danica, de Simon Paulli, publicada em 1648, que descreve principalmente plantas medicinais da Dinamarca. Outro exemplo importante é a Flora Sinensis, escrita pelo jesuíta polonês Michał Boym, que abrange não apenas plantas, mas também alguns animais da China e Índia, apesar de seu título.
Essas publicações geralmente incluem chaves diagnósticas, como as chaves dicotômicas, que exigem que o usuário examine uma planta repetidamente e decida qual das duas alternativas dadas melhor se aplica à planta.

### Categorias
- Flora por continente
- Flora por país
- Flora por região
- Flora endêmica